# Серпентайн (галерея)

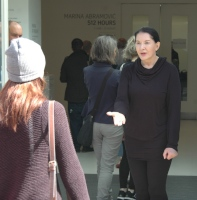
Марина Абрамович в проекте «512 часов» (2014)

«Серпентайн» (англ. Serpentine Gallery) — художественная галерея, расположенная на территории Кенсингтонских садов, Гайд-парк, центральный Лондон. Основное направление деятельности — искусство XX века и современное искусство. Выставки, архитектура, образовательные и общественно-культурные программы привлекают около 750 000 посетителей в год. Вход в галерею бесплатный.

## История
Галерея учреждена в 1970 году и расположена в классическом чайном павильоне 1934 года. Своё название галерея получила от расположенного неподалёку озера Серпентайн.
В галерее экспонировались такие известные авторы, как Ман Рэй, Генри Мур, Энди Уорхол, Паула Регу, Бриджит Райли, Алан МакКоллум, Дэмьен Хёрст и Джефф Кунс.
На площадке перед входом в постоянной экспозиции находится совместная работа Яна Гамильтона Финлэй и Питера Коутса, посвящённая Диане, принцессе Уэльской, бывшей покровительнице галереи.
В 2006 году Галерея Серпентайн представила масштабную выставку современного Китайского искусства. Выставка под названием «Китайская электростанция: Часть первая» разместилась в списанной угольной электростанции на юге Лондона, что позволило публике заглянуть внутрь известной достопримечательности.
В первые годы после открытия галерея работала только в летний период. В 1991 году директором галереи была назначена Джулия Пейтон-Джонс, и под её руководством галерея была значительно обновлена. В 2006 году куратор Ханс-Ульрих Обрист был назначен на должность содиректора по выставкам и программам, и директором по международным проектам.

## Павильоны

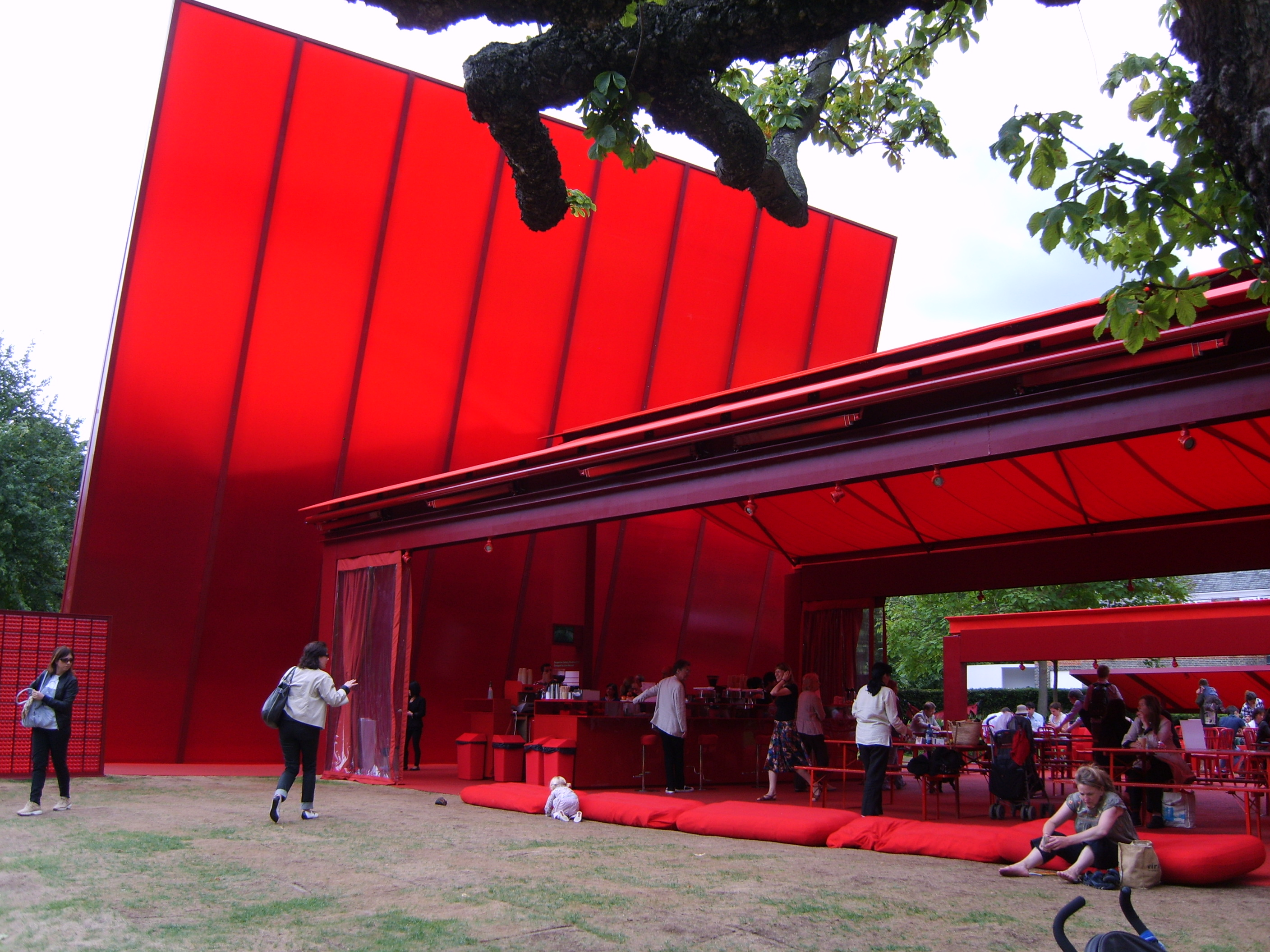
Временный павильон 2010 г. Архитектор Жан Нувель

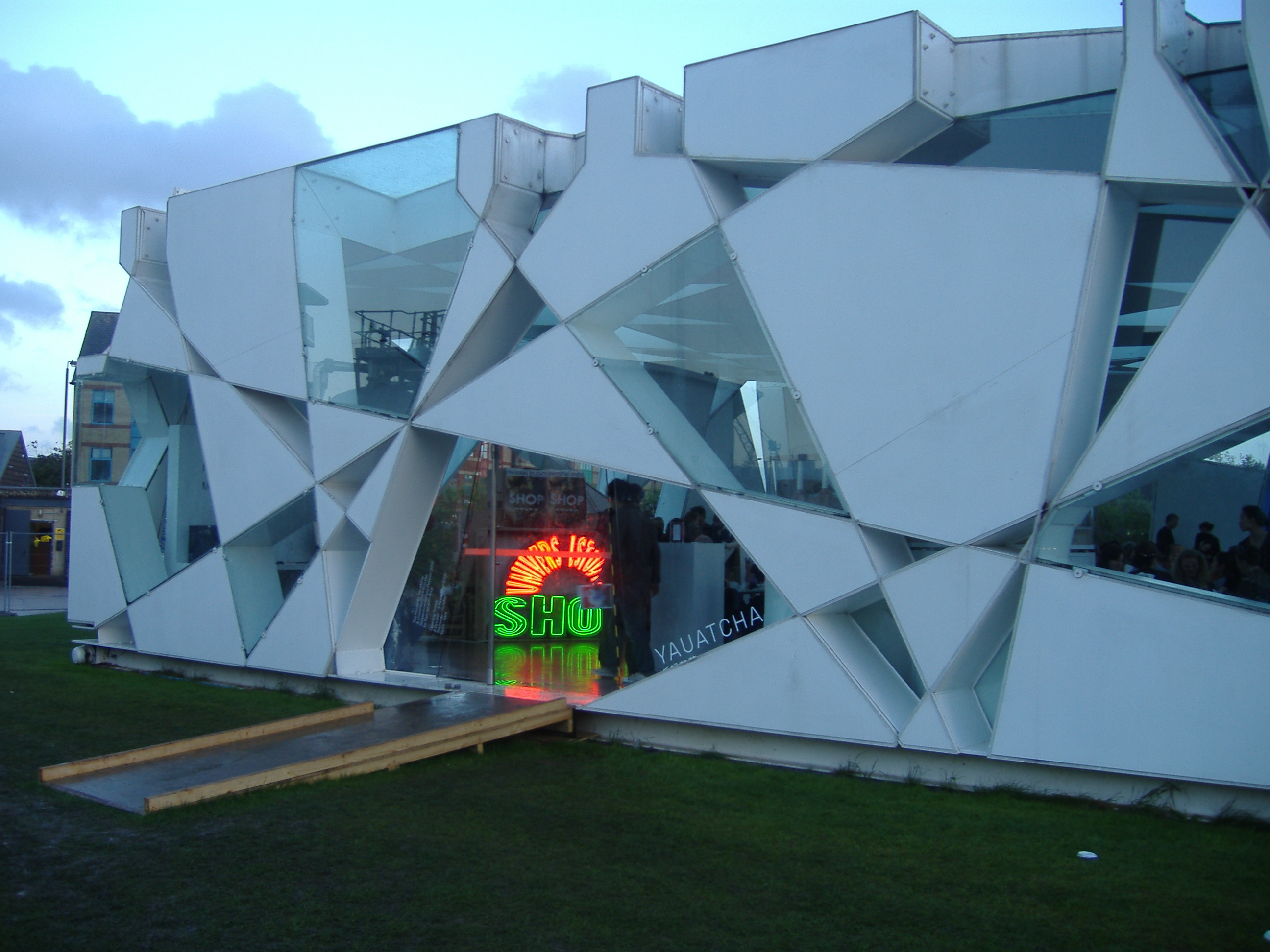
Временный павильон 2002 г. Архитектор Тоё Ито

Галерея Серпентайн ежегодно привлекает архитекторов с мировым именем для проектирования временных павильонов на своей территории. Павильоны являются уникальными образцами современной архитектуры. Внутри этих сооружений проходят специальные кинопоказы, обсуждения, а также располагается кафе. Заказ на проектирование павильона часто рассматривают как разновидность премии для архитектора.
С 2000 года в галерее Серпентайн были размещены временные павильоны многих ведущих архитекторов:
- 2000 — Заха Хадид[5]
- 2001 — Даниэль Либескинд[6]
- 2002 — Тоё Ито[7]
- 2003 — Оскар Нимейер[8]
- 2005 — Алвару Сиза и Эдуарду Соуту де Моура[9]
- 2006 — Рем Колхас с Сесил Балмонд и Arup[10]
- 2007 — Заха Хадид[11]
- 2007 — Олафур Элиассон[12]
- 2008 — Фрэнк Гери[13]
- 2009 — SANAA[14] = Кадзуё Сэдзима и Риё Нисизава
- 2010 — Жан Нувель
- 2011 — Петер Цумтор[4]
- 2012 — Ай Вэйвэй и архитектурное бюро «Херцог и де Мёрон»[15]
- 2013 — Со Фудзимото[16]
- 2014 — Смилян Радич[исп.]
- 2015 — Хосе Селгас и Лучия Кано[17]
- 2016 — Бьярке Ингельс[18]
- 2017 — Дьебедо Франсис Кере[19]

Из-за налоговых претензий Ай Вэйвэй не мог покидать Китай, поэтому работы по строительству своего павильона он координировал дистанционно по «Skype».